# Augusta Wilhelmine de Hesse-Darmstadt

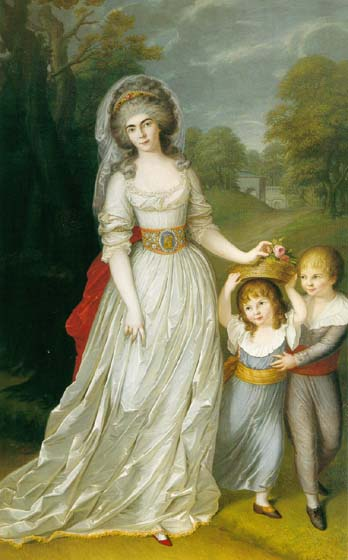
Auguste Wilhelmine Marie

Augusta Wilhelmine Marie de Hesse-Darmstadt (germană Marie Auguste Wilhelmine von Hessen-Darmstadt) (n.14 aprilie 1765, Darmstadt – d. 30 martie 1796, Rohrbach) a fost prin căsătorie Ducesă de Palatin de Zweibrücken. A fost mama regelui Ludwig I al Bavariei.

## Biografie
Auguste Wilhelmine a fost fiica Prințului Georg Wilhelm de Hesse-Darmstadt (1722–1782) și a Luisei (1729–1818), fiica contelui Christian Karl Reinhard de Leiningen-Falkenburg-Dagsburg.
La 30 septembrie 1785 Auguste Wilhelmine se va căsători în Darmstadt cu Contele Paltin Maximilian Joseph de Zweibrücken (1756–1825). Perechea căsătorită va trăi în principal în Straßburg, de unde, din cauza Revoluției franceze va trebui să fugă la Darmstadt iar în final la Mannheim. În Mannheim au trăit în circumstanțe foarte modeste. Auguste se refugiază cu familia la Ansbach. Ducesa va muri, în final, slăbită din cauza refugiului și a celor cinci nașteri, în Castelul Rohrbach, Heidelberg, de tuberculoză pulmonară.

## Moștenitori
Din căsătoria ei cu Contele Paltin Maximilian Joseph de Zweibrücken au urmat copiii:
- Ludovic I (1786–1868), rege de Bavaria, căsătorit cu prințesa Theresa de Saxa-Hildburghausen (1792–1854)
- Auguste (1788–1851), căsătorită în 1806 cu Eugène de Beauharnais, Vicerege de Italia, Duce de Leuchtenberg și Prinț de Eichstätt (1781–1824)
- Amalie (1790–1794)
- Charlotte (1792–1873), căsătorită prima dată, 1808–1814, cu Prințul moștenitor Wilhelm de Württemberg (1781–1864) și a doua oară cu Francisc (1795–1875)
- Karl (1795–1875), căsătorit prima dată, 1823, Marie Anna Sophie de Pétin (1796–1838), 1823 „Freifrau von Bayrstorff“, și a doua oară, 1859, cu Henriette Schoeller (1815–1866), 1859 „Freifrau von Frankenburg“